# Hervardi
Hervardi je naziv nevladine organizacije iz Slovenije čije su aktivnosti usmerene u cilju realizacije programa Ujedinjene Slovenije.

## Etimologija
Članovi ove organizacije smatraju da naziv hervard znači udarni stražar. Koren reči hervard nalaze u dve staroslovenske reči: heraj - udari i varda - straža. Značenje ove dve objedinjene reči smatraju nazivom za pripadnike udarne, hrabre straže koja je postojala u Karantaniji . Pripadnici ove straže nisu bili vojnici koji su učestvovali u ratnim pohodima na druge države već je njihova uloga bila isključivo odbrambenog karaktera.
Postoje stavovi da je reč hervard u korenu niza ličnih imena Hervard koje je pod uticajem nemačkog jezika promenjeno u Herbart a zatim Herbert ili vremenom prešlo u razne druge oblike (Hervat, Horvat, Hrovat....) i da je ovo ime bilo veoma često među feudalcima na teritoriju koju naseljavaju Slovenci (Turjaški, Lamberg i Kacijanarjev) među kojima je najpoznatiji Herbert VIII Turjaški.
Pored ličnih imena, takođe se i u osnovi pojedinih prezimena nalazi reč hervard. Najpoznatiji primer je prezime Herbertštajn (Herbertstein) (hervard-Herbert i stein-kamen) koje se interpretira kao tvrđava hervarda i koje je pripadalo članovima porodice štajersko-kranjskih feudalaca čiji je jedan od najpoznatijih predstavnika Žiga Herbertštajn,, a takođe i kao osnov za naziv zamka u Štajerskoj (danas u Austriji) u naselju koje se zove Siegersdorf bei Herberstein.

## Istorijat
Prvo udruženje pod nazivom Hervardi je osnovano 1. maja 2004. u Mariboru. Ova organizacija je upisana u registar 3. avgusta 2004. godine. Posle osnivanja prvog udruženja u Mariboru osnovano je udruženje i u Ljubljani i Šentilju kao i krovna organizacija pod nazivom Savez rodoljubivih udruženja Hervardi na dan Rudolfa Majstera 23. novembra 2006. godine.

## Spoljašnje veze
- Internet sajt organizacije Hervardi